# Kirin Cup 1998
De Kirin Cup 1998 was de 19e editie van de Kirin Cup. Het toernooi werd gehouden van 17 tot en met 24 mei, het werd gespeeld in Japan. De winnaar van dit toernooi was Tsjechië, zij wonnen dit toernooi voor 1e keer.

## Eindstand
| Pos | Land     | Wed | Win | Gel | Ver | DV | DT | +/− | Pnt |
| --- | -------- | --- | --- | --- | --- | -- | -- | --- | --- |
| 1   | Tsjechië | 2   | 1   | 1   | 0   | 1  | 0  | +1  | 4   |
| 2   | Japan    | 2   | 0   | 2   | 0   | 1  | 1  | 0   | 2   |
| 3   | Paraguay | 2   | 0   | 1   | 1   | 1  | 2  | –1  | 1   |

## Wedstrijden
|                                |          |       |          |                                                                                  |
| 17 mei 1998 «onderlinge duels» | Paraguay | 1 – 1 | Japan    | Olympisch Stadion, Tokio Toeschouwers: 53.408 Scheidsrechter: Eun Tack Pyo (KOR) |
| 17 mei 1998 «onderlinge duels» | Ayala 7' |       | 86' Soma | Olympisch Stadion, Tokio Toeschouwers: 53.408 Scheidsrechter: Eun Tack Pyo (KOR) |

|                                |            |       |          |                          |
| 21 mei 1998 «onderlinge duels» | Tsjechië   | 1 – 0 | Paraguay | Kobe Toeschouwers: 6.100 |
| 21 mei 1998 «onderlinge duels» | Šmicer 21' |       |          | Kobe Toeschouwers: 6.100 |

|                                |       |       |          |                                                              |
| 24 mei 1998 «onderlinge duels» | Japan | 0 – 0 | Tsjechië | Yokohama Toeschouwers: 66.930 Scheidsrechter: Russamee (THA) |
| 24 mei 1998 «onderlinge duels» |       |       |          | Yokohama Toeschouwers: 66.930 Scheidsrechter: Russamee (THA) |

| Winnaar Kirin Cup 1998 |
| ---------------------- |
|                        |
| Tsjechië 1e titel      |